# Top Spin (attrazione)

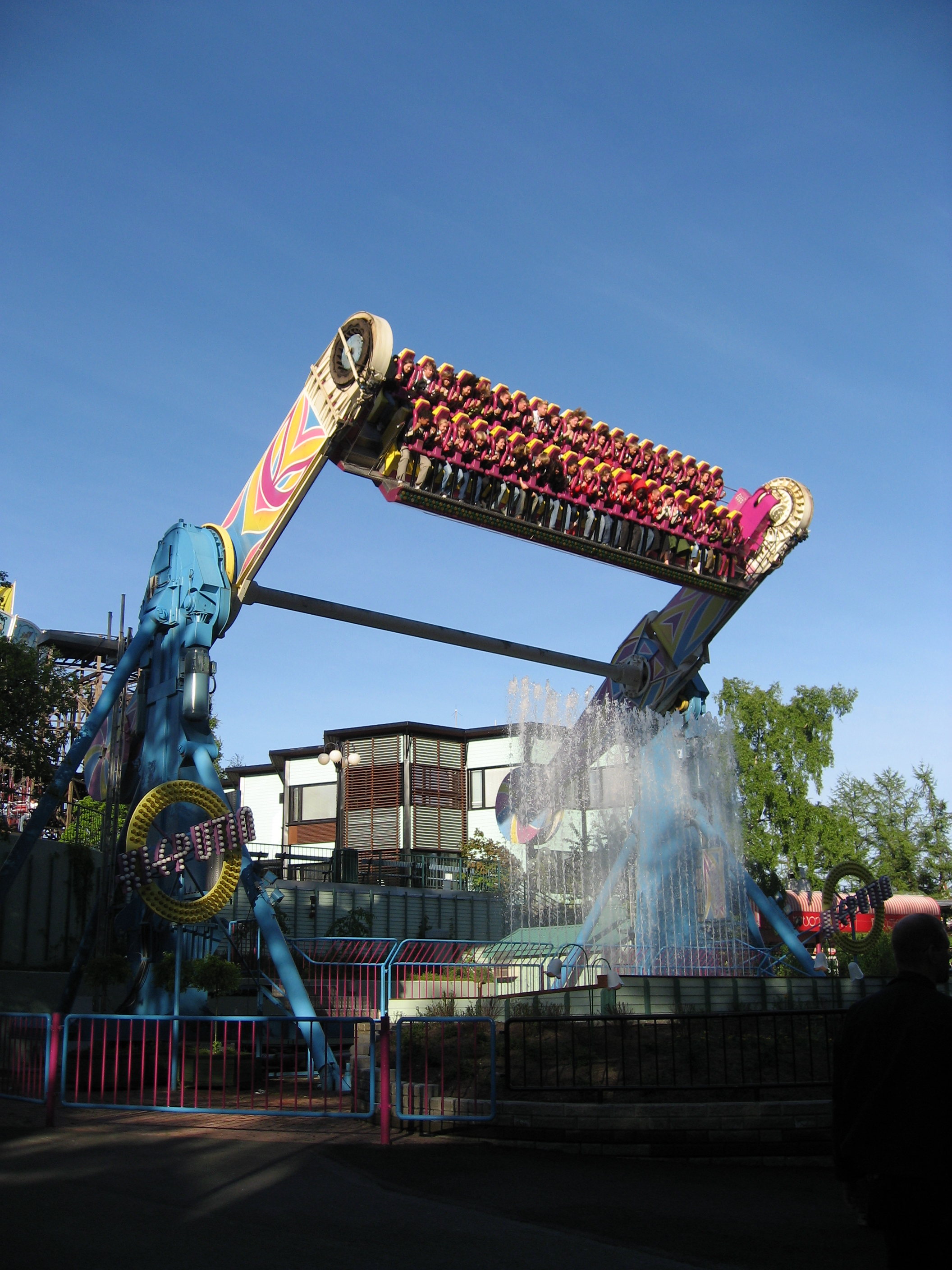
Top Spin in Finlandia

Il Top Spin (o anche Top Flip) è una giostra costituita da due bracci motorizzati come la piattaforma da questi sorretta. La giostra si muove dondolando e girando la piattaforma su se stessa; in certi casi possono anche esserci degli spruzzi d'acqua.